# Афінський музей війни
Музей війни (грец. Πολεμικό Μουσείο) — музей в Афінах, заснований 1975 року під егідою міністерства оборони Греції і присвячений військовому мистецтву  та техніці від античної доби до сучасності.

## Історія
Первісно земельна ділянка на перетині проспоекту Королеви Софії та вулиці Різарі в центрі Афін призначалась для зведення Національної галереї. У міжвоєнний період тут розташовувався армійський табір, проте 1935 року в добу військової диктатори Ніколаоса Пластіраса він був занедбаний. Після завершення Другої світової війни ця територія залишалась покинутою.
Ідея створення музею з'явилась 1964 року, аби вшанувати пам'ять усіх тих, хто боровся за свободу Греції. 18 липня 1975 року Президент Греції Константінос Цацос та міністр оборони Евангелос Авероф-Тосіцас урочисто відкрили музей. З тих пір будівля музею стала однією з найвідоміших в місті завдяки архітектурному рішенню — еклектика пізнього модернізму середини 20 століття. Типові риси — нависаючий поверх з експозицію над нижнім та експозиція військової техніки у дворі довкола будівлі. Музей має власні облаштований амфітеатр для проведення спеціальних лекторіїв, конференц-залу, бібліотеку.

## Експозиція
На нижньому поверсі в мезоніні представлені предмети геральдики, зброя сучасного етапу історії Греції — доба Другої світової війни та головних військових операцій — Корейська війна та Кіпрський конфлікт. До основної експозиції увійшли предмети колекції Сарголоса доби Грецької революції, карти та друковані матеріали, а також експозиція військової техніки у дворі довкола будівлі.
Періодичні виставки присвячені різним етапам військової історії Греції:
- античність, ера Александра Македонського, Візантія
- Грецька революція, Нова Грецька держава 1828-31, Боротьба за Македонію, Балканські війни 1912—1913 років.
- Перша світова війна, Малоазійська кампанія 1919—1922
- Італо-грецька війна 1940—1941, Німецька окупація, Друга світова війна — Операції союзників, Окупація — Рух Опору — Звільнення
- Корейська війна, Кіпрський конфлікт.